# B3 (Liège)
Pour les articles homonymes, voir B3.
Le B3 est un bâtiment culturel et éducatif situé dans le quartier d'Outremeuse à Liège, en Belgique. Il a été inauguré le 24 juin 2023, remplaçant l'ancienne bibliothèque Chiroux.
Le B3 s'articule autour de 3 pôles : il abrite le Centre de ressources et de créativité de la Province de Liège, un espace consacré aux outils numériques, l'exploratoire des possibles, ainsi qu'une pépinière d'entreprises.

## Historique
Le bâtiment B3 est construit à l’emplacement de l’ancien hôpital de Bavière. Les travaux ont débuté en 2020 et ont été achevés en 2023. Le bâtiment a été inauguré le 24 juin 2023. Il s'inscrit dans le cadre d'un projet de revitalisation du quartier Outremeuse.

## Origine du nom
Le B3 tire son nom du site de Bavière où il est situé ainsi que des trois piliers sur lesquels il repose : découvrir, créer et entreprendre. Le chiffre 3 quant à lui représente le « tiers-lieu » , entre la maison et le travail, que le B3 aspire à être pour ses usagers.

## Architecture
Le bâtiment B3 est un bâtiment de style contemporain, de verre et d'acier, en forme de L, construit autour d'une agora centrale.
Le dynamisme a été le maître mot dans la création du bâtiment. Mus par une volonté de refléter l’occupation du lieu jusque dans son architecture, ses concepteurs ont fait appel à des technologies innovantes.
Ses façades sont composées de murs-rideaux, en partie recouverts par un pare-soleil incliné aux étages supérieurs, disposé sur des porte-à-faux, comme une double-peau, et composé de panneaux de zinc et de verre,.
Le bâtiment est organisé sur cinq étages et s'étend sur 17 500 m². Il est chauffé par géothermie grâce à l'eau de la Meuse et dispose de 1 000 m² de panneaux solaires.

Le bâtiment a été conçu par le bureau d'architecture liégeois 51N4E.

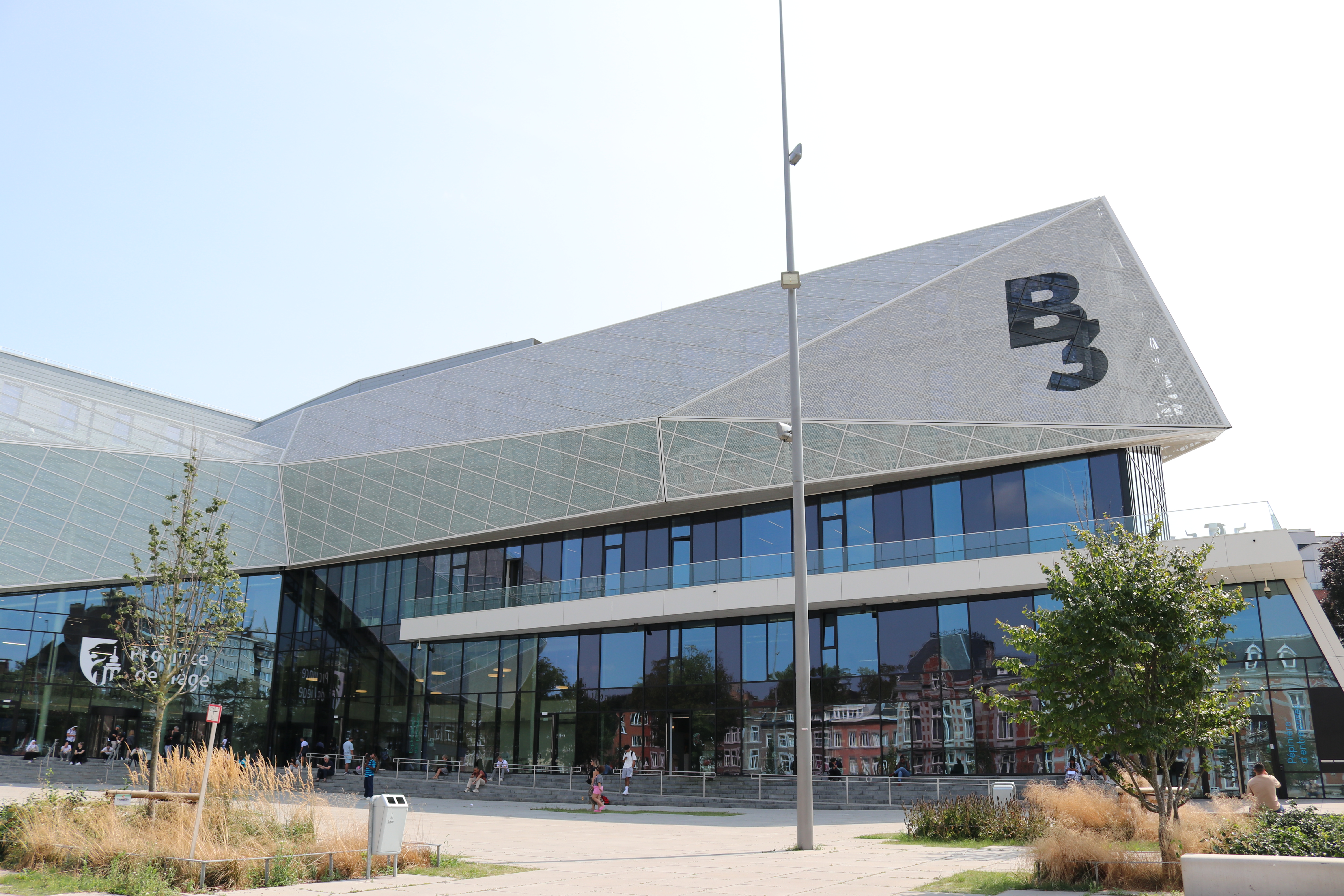
Partie du B3 contenant la pépinière d'entreprises, la brasserie et une partie de la médiathèque.
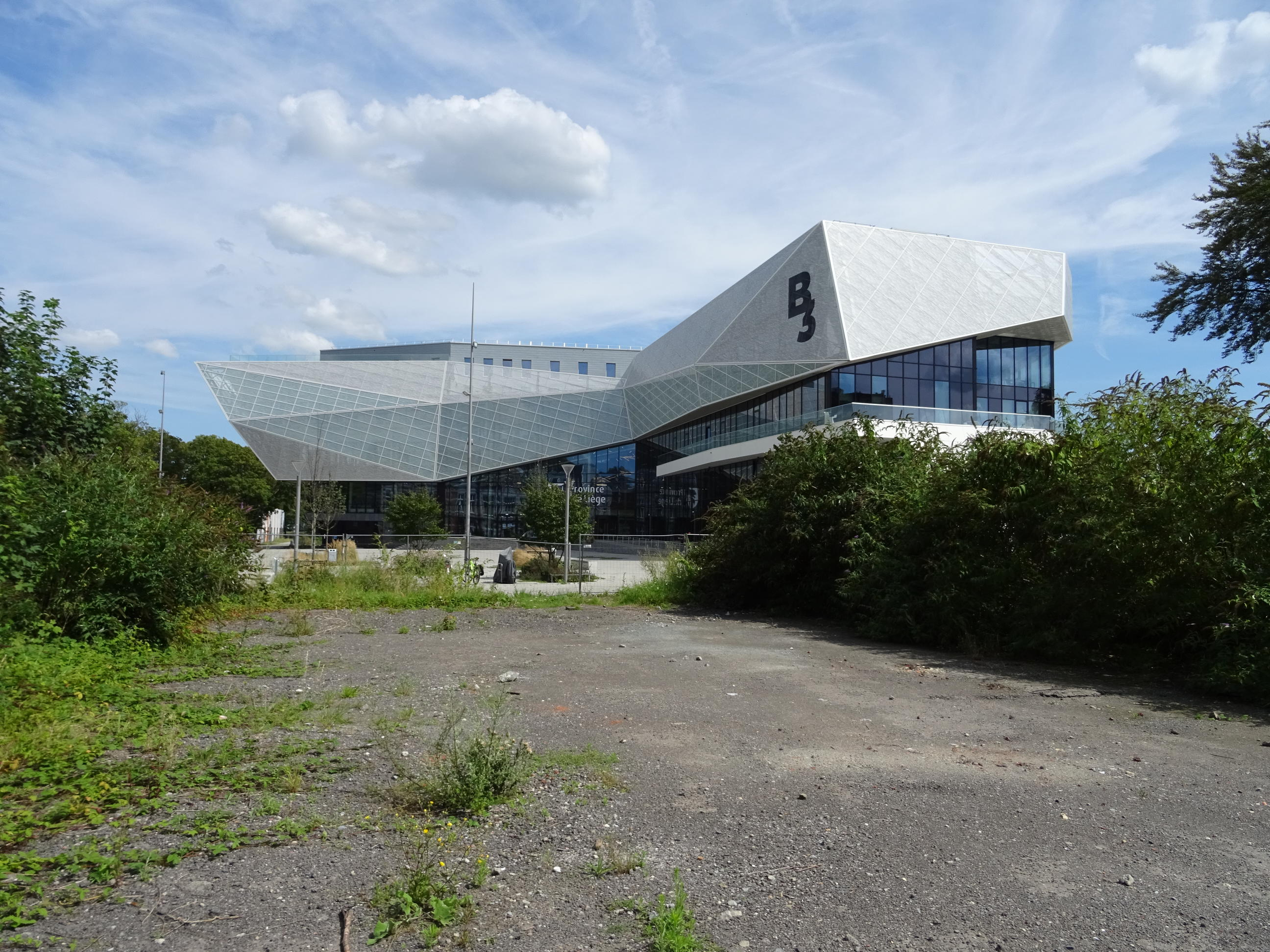
B3 vu depuis le site de l'ancien Hôpital de Bavière.
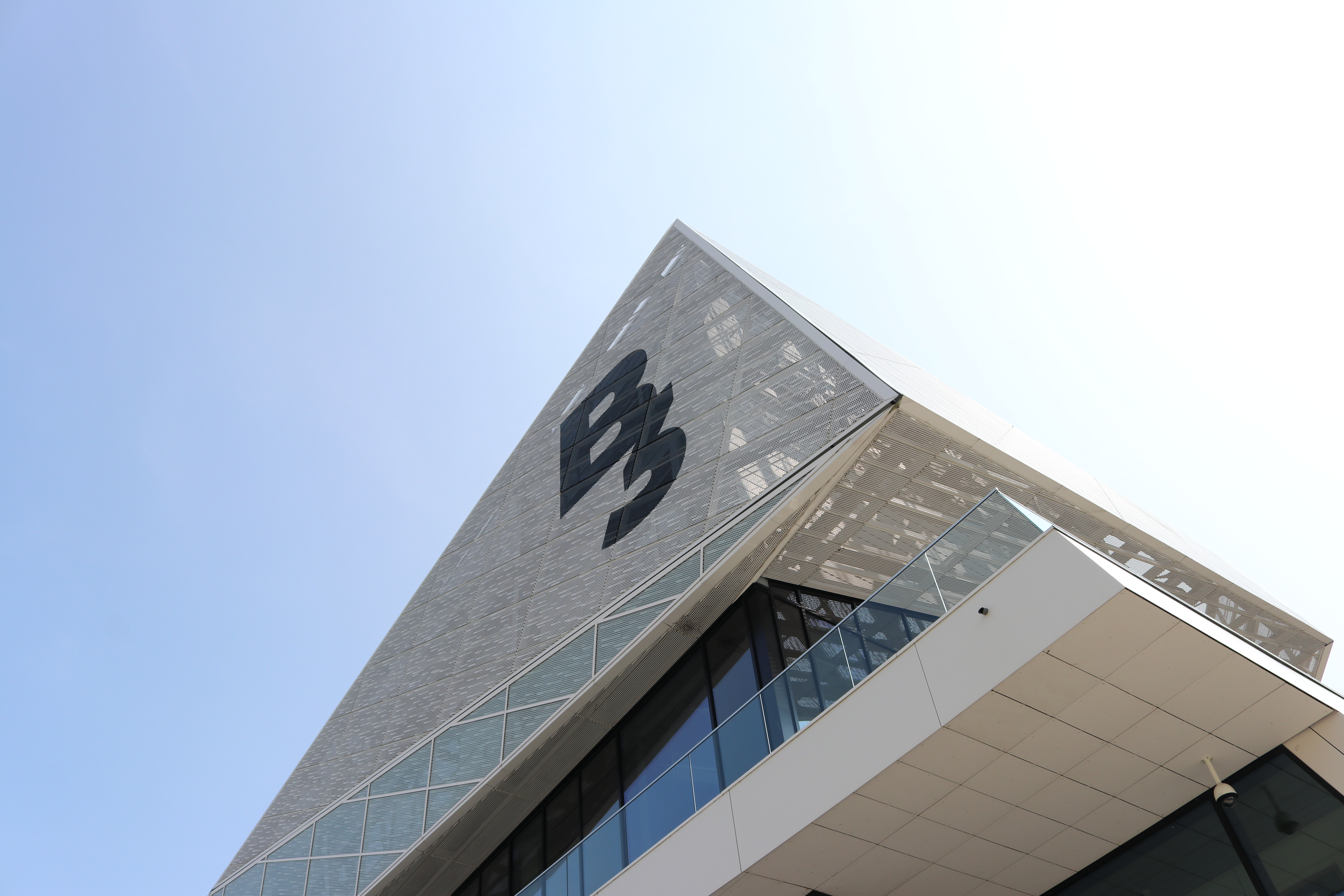
Pare-soleil en panneaux de zinc et de verre.
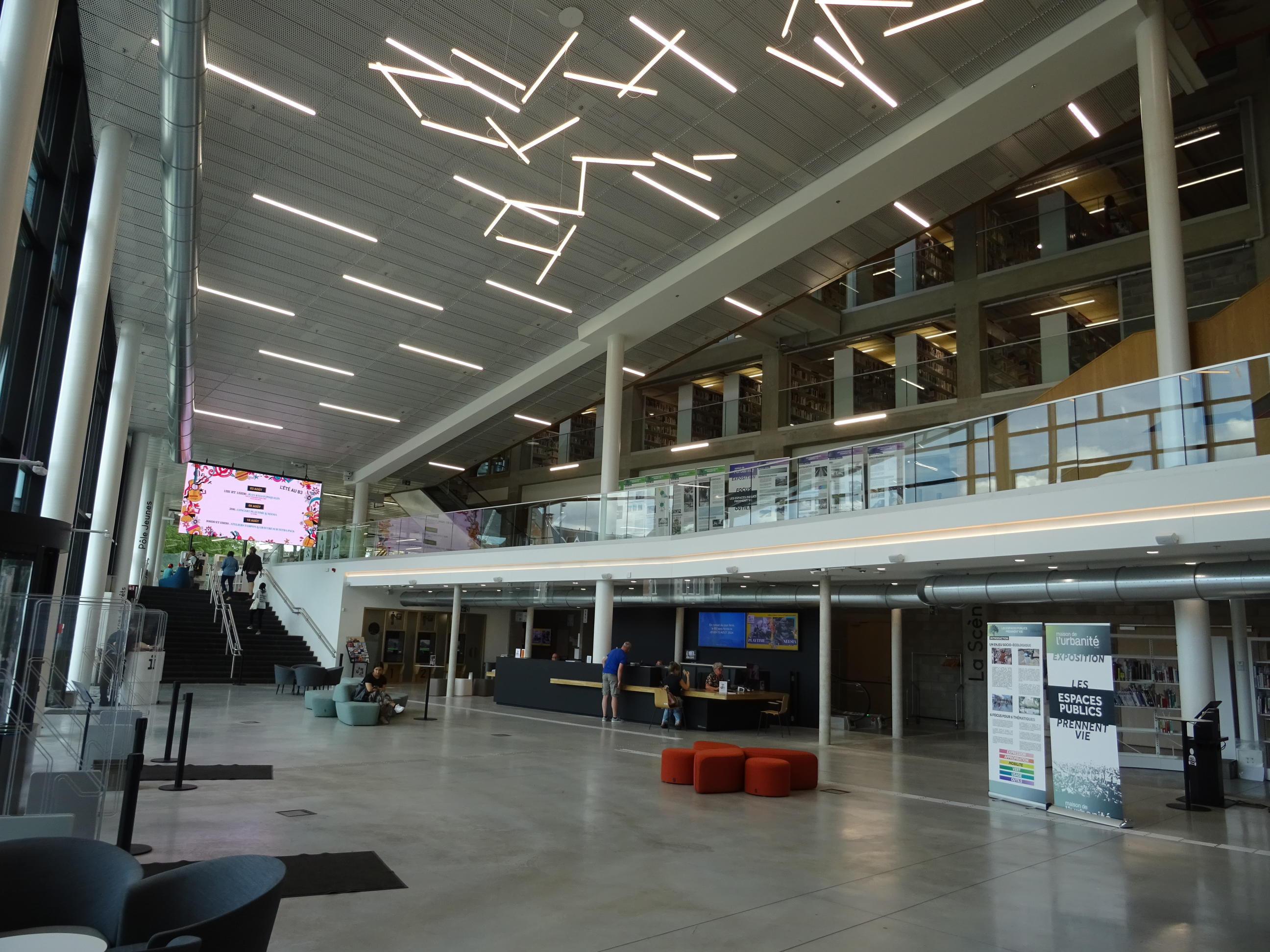
Hall d'entrée au rez-de-chaussée du B3.

## Activités

### Centre de ressources
Le centre de ressources et de créativité s'étendant sur 8 000 m2 est le principal espace du bâtiment et propose les collections multimédias héritées de l'ancienne bibliothèque Chiroux,. Il s’agit du plus grand centre de ressources de la Fédération Wallonie-Bruxelles,.
Il dispose de 600 000 ouvrages (livres, bandes dessinées, CD, vinyles, jeux de société, œuvres d'art), dont 200 000 en libre accès, répartis en différents pôles thématiques :
- pôle enfants (0-12 ans) ;
- pôle jeunes ;
- forum d’actualités ;
- pôle civilisations et sociétés ;
- pôle droit, gestion et emploi ;
- pôle apprentissages et formations ;
- pôle loisirs, sports et bien-être ;
- pôle sciences et techniques ;
- pôle littérature et bandes dessinées ;
- pôle arts ;
- pôle musique et cinéma.

Le centre de ressources comprend une artothèque visant à démocratiser l’art, permettant de louer gratuitement une œuvre d’art et de l’emmener chez soi pour une durée de 2 mois. La collection est composée de 400 pièces numérisables et reproductibles, autrement dit, des œuvres multiples : photos, planches de BD, gravures ou encore sérigraphies.
Afin d’emprunter des documents, il est nécessaire d’avoir en sa possession un PASS MaBibli. Ce dernier coûte 6 euros par an et est gratuit dans certaines situations (moins de 18 ans, demandeurs d’emploi et personnes en situation précaire, membres du personnel provincial). Ce Pass permet également d’emprunter des documents dans d’autres bibliothèques membres de la Province de Liège. Il est possible de faire venir au B3 des documents présents dans une autre bibliothèque du réseau via le système de prêt interbibliothèques.

### Exploratoire des possibles
L'Exploratoire des Possibles est un espace proposant des activités centrées sur la créativité par le biais des outils numériques et de la réalité augmentée : stages, formations, ateliers thématiques.
Il dispose d'un FabLab (pourvu notamment d'imprimantes 3D, d'une découpeuse laser et d'une brodeuse numérique) et d'un espace numérique destiné au développement de projets, au gaming et aux arts numériques. On peut également y trouver des espaces de rencontre et de détente.
Un MusicLab est actuellement en création. Il s’agira d’un incubateur de projets musicaux en développement ainsi que d’un lieu consacré à la musique et plus largement aux arts sonores. Diverses activités y seront proposées (introduction à des logiciels, aide à la composition par ordinateur, atelier d’écriture, coaching, arrangements, enregistrements de maquettes, captation et montage vidéo, prise en main de synthétiseurs).

### Pépinière d'entreprises
La Pépinière d’entreprises est un incubateur de projets en relation avec le domaine de l’écriture et du numérique. En un an, une quarantaine d’entreprises du secteur des Industries Culturelles et Créatives ont bénéficié de ses services : bureaux et espaces destinés au coworking, workshops et conférences, favorisant les rencontres et les synergies entre professionnels du milieu.

### Programmation
De nombreuses animations sont proposées au centre de ressources tout au long de l’année, à prix démocratique et pour tous les publics : heure du conte, club de lecture, jeux de société, jeux vidéo, jeux de rôles, expositions, formations, ateliers, conférences, rencontres, projections de films, spectacles de théâtre, de musique ou de danse.
Le B3 est notamment doté d’une salle de spectacle située au rez-de-chaussée, d’une capacité de 200 places.

### Espaces de travail
En offrant plusieurs espaces et ressources pour travailler, le B3 a vu son public rajeunir par rapport à la fréquentation de l’ancienne bibliothèque. Le taux de visite quotidien est passé de 1000 personnes du temps de la bibliothèque des Chiroux à 2000 visiteurs quotidiens. Cette augmentation est due à la demande croissante de la part des étudiants et jeunes travailleurs d’espaces d’études et de travail.
Afin de s’adapter à ce nouveau public et à ses besoins, les horaires d’ouverture du B3 ont été élargis en septembre 2024, grâce au service Open + de la province de Liège. La phase test de ce service a obtenu un franc succès.

### Brasserie
En juin 2023, la Brasserie C a été choisie pour être implantée au B3. En juin 2024, elle y a cessé son occupation, en raison d’un chiffre d’affaires trop bas selon les tenanciers. Ces derniers ont déploré la mauvaise visibilité de l’espace dédié à l’arrière du bâtiment ainsi que leurs difficultés à toucher un public au-delà des usagers du B3. Luc Gillard, député provincial président, a rajouté que l’offre de la brasserie n’était pas en adéquation avec le public du centre.
En septembre 2024, un nouveau prestataire a investi les lieux : le restaurant « L’Atelier du goût ». Ils ont baptisé le nouvel espace restauration « L’Atelier Brasserie ».

## Prix et distinctions
Le B3 a reçu le Prix spécial de la Bibliothèque hors de France 2024 de Livres Hebdo lors de La cérémonie 2024 du Grand prix Livres Hebdo des Bibliothèques avec La Sofia.